# Stadio Giuseppe Sinigaglia
Das Stadio Giuseppe Sinigaglia ist ein Fußballstadion in der lombardischen Stadt Como, Italien. Es ist die Heimspielstätte des Fußballvereins Como 1907. Es wurde nach dem italienischen Ruderer Giuseppe Sinigaglia (1884–1916) benannt, der im Ersten Weltkrieg verwundet wurde und starb.

## Geschichte
Das 1927 nach zweijähriger Bauzeit eröffnete Stadion ist Eigentum der Stadt. Die Sportstätte war früher noch mit einer Radrennbahn mit einer Länge von 500 Metern und einer Laufpiste von 450 m ausgestattet. Die Konstruktion wurde auf ausdrücklichen Wunsch von Benito Mussolini errichtet und von dem Architekten Giovanni Creppi projektiert. Es gilt als eines der ersten Bauwerke des italienischen Rationalismus. Seine Erstellung erfolgte zu den Feierlichkeiten zum hundertsten Todestags von Alessandro Volta.

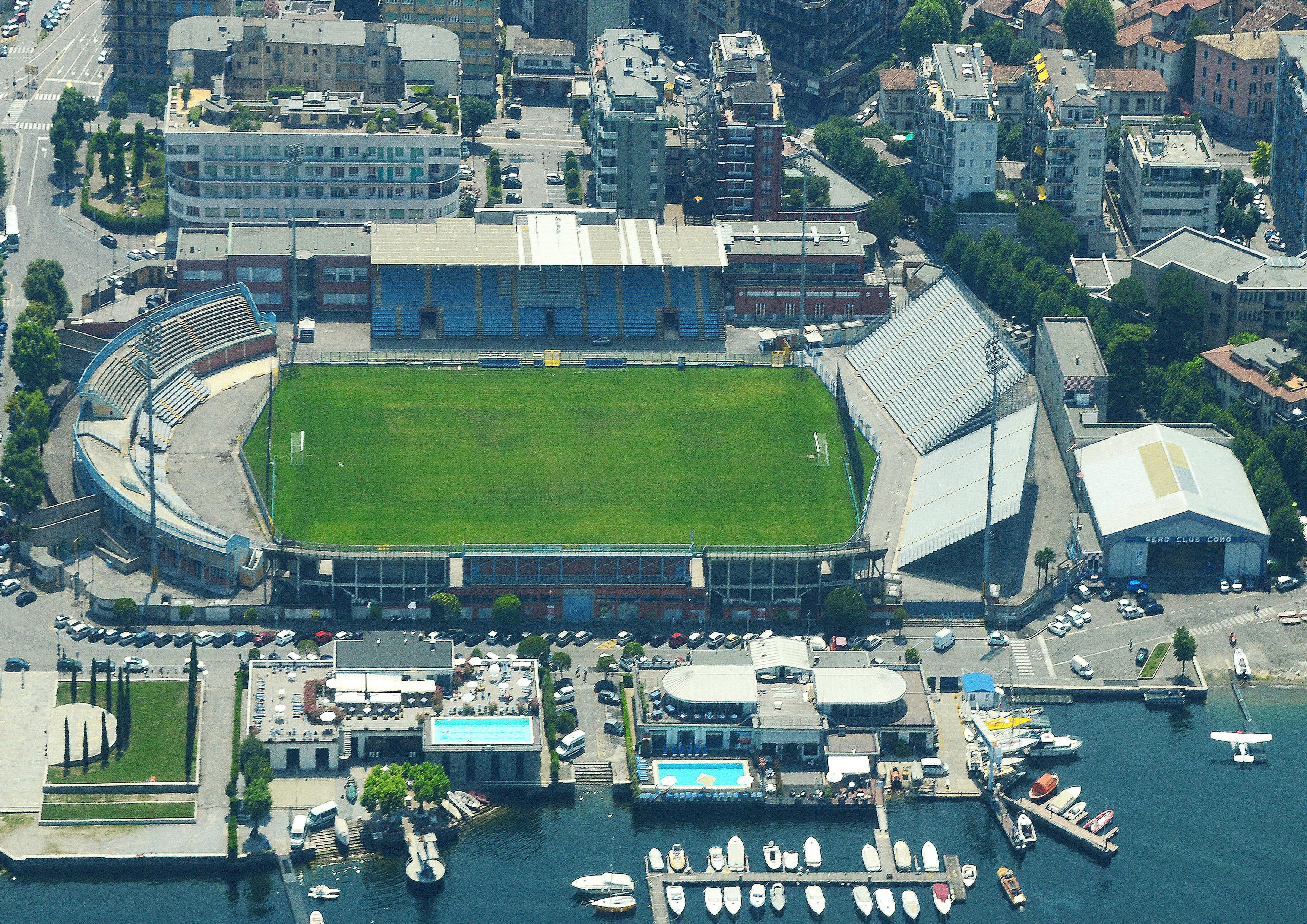
Stadio Sinigaglia Luftaufnahme

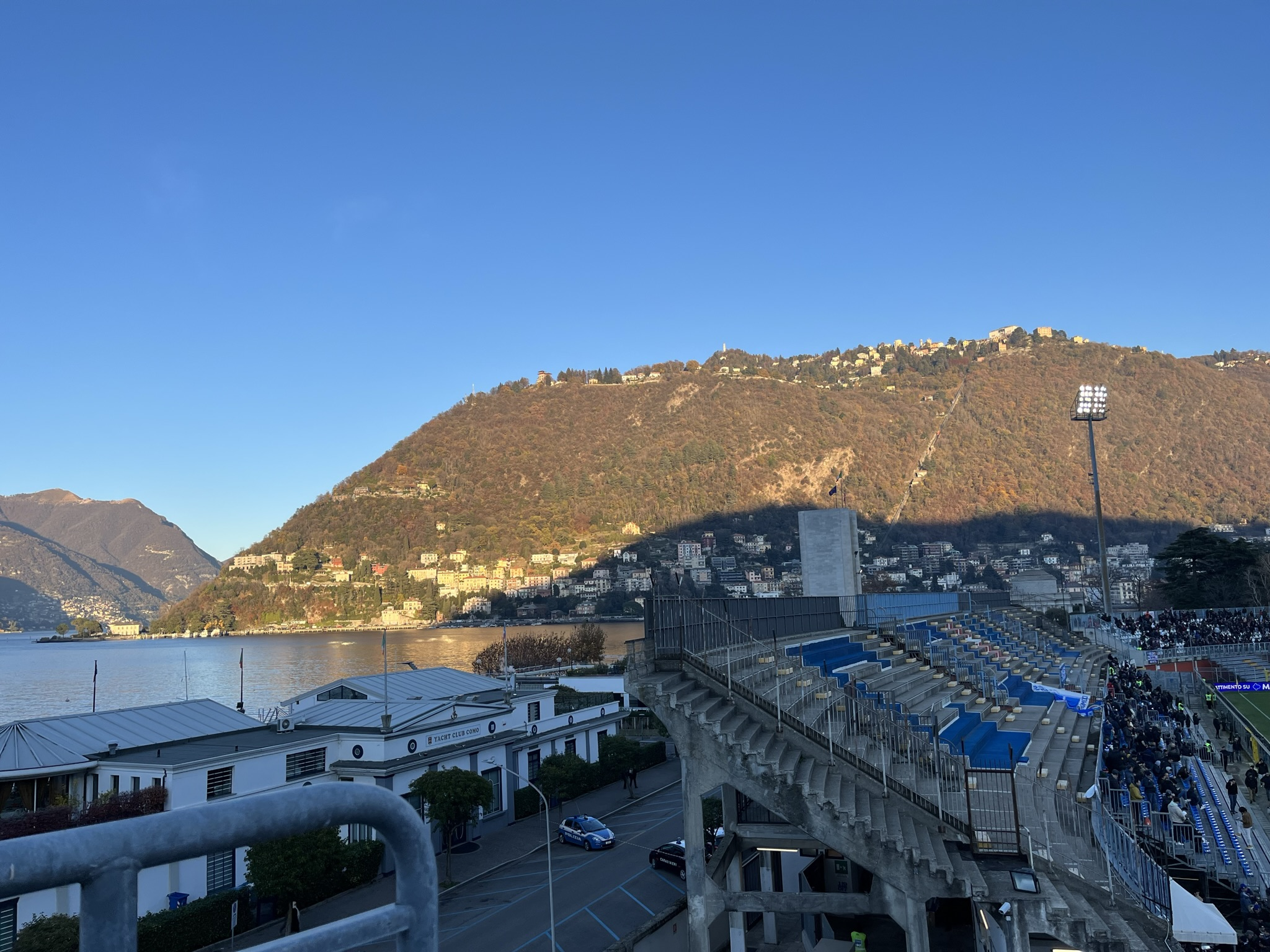
Das Stadio Sinigaglia mit dem Lago di Como im Hintergrund während eines Serie B Spiels gegen Reggina 1914 (2022)

Das Stadion liegt direkt am Comer See und wird von einem Schwimmbad und Sportvereinen für Rudern und Segeln umschlossen. Die Piste des Wasser-Flughafens vom Flugklub Giuseppe Ghislanzoni Como endet am Stadion.
Von 1960 bis 1974 war die Anlage Zielort des Radsport-Klassikers Lombardei-Rundfahrt. Heute bietet das Stadion 13.602 Sitzplätze, von denen rund 20 % überdacht sind. Im Spielbetrieb ist die Kapazität auf 5000 begrenzt. Die Sportstätte besteht aus der überdachten Haupttribüne, einer unüberdachten Gegentribüne, der Ostkurve für die Gästefans und dem aus zwei Stahltribünen bestehenden Zuschauerrang im Westen, die beide unter freiem Himmel stehen.
1990 wurde die alte Haupttribüne abgerissen und durch einen Neubau ersetzt. Anstelle der Curva Azzurra wurden im Sommer 2002 zwei Stahlrohrtribünen mit Namen Curva Como errichtet, was die Zuschauerkapazität um 3500 bis 5000 Zuschauer steigerte. In der Saison 2002/03 spielte Como in der Serie A. Durch zusätzliche Tribünen fasste das Stadion in dieser Spielzeit bis zu 18.000 Zuschauer. Als letztes wurde 2003/04 der alte Gästerang im Osten durch einen neuen Betonbau ersetzt.
Das Stadion wurde als Spielort für die Halbfinalspiele, das Spiel um Platz 3 und das Endspiel der NextGen Series 2012/13 (A-Junioren) ausgewählt.
Nach dem Aufstieg in die Serie A 2024/25, nach über zwanzig Jahren, musste das Areal den Anforderungen der Liga angepasst werden. Die ersten Partien der Saison fanden auswärts statt. Anfang September 2024 erhielt der Club von den Behörden grünes Licht für die Nutzung am 14. des Monats gegen den FC Bologna. Ein Umzug in das Stadio Marcantonio Bentegodi in Verona konnte somit verhindert werden. Nach den Arbeiten bot das Stadio Giuseppe Sinigaglia statt 7498 nun 10.584 Sitzplätze.
Ab der Saison 2025/26 sind im Stadion 12.039 Plätze verfügbar.
Neben Fußball werden im Stadion auch Konzerte gegeben; so war z. B. am 13. Juli 2004 die britische Rockband Deep Purple in Como zu Gast.